# Rallina
Rallina är ett släkte i familjen rallar inom ordningen tran- och rallfåglar. Det omfattar fyra arter som förekommer frånPakistan i väst och Ryukyuöarna i norr till Australien i söder:
- Trefärgad sumphöna (R. tricolor)
- Andamansumphöna (R. canningi)
- Rödbent sumphöna (R. fasciata)
- Gråbent sumphöna (R. eurizonoides)

Arterna i släktet Rallicula inkluderades tidigare i Rallina, men genetiska studier visar att de står nära dunrallarna i familjen Sarothruridae.